# Карашица (притока Дунава)
Карашица је рјечица или поток у Барањи, десној притоки Дунава. Она је „најзначајнији аутохтони ток Барање у ширем смислу“, хидрографске дужине од 81 km, од тога у Хрватској 30,46 km.
Извире у Мађарској око Рац-Мечке (код Pécsvárada) источно од Печуха. Тече према југу кроз или покрај мјеста: Kátoly, Mariakeménd, Szederkény, Borjád, Villány (Вилањ), Magyabóly (Мађарбоја); код Илочке и Луча прелази мађарско-хрватску границу па се — мијењајући смјер и текући према истоку-сјевероистоку подно сјеверних обронака Банског брда, поред Брањиног Врха, Поповца, Брањине, Подоља, Гајића, Дража и Батине — улијева у Дунав испод споменика Батинској бици. Ширина полоја креће се од 0,5 до 3 km, а пад је незнатан, око 3 m (90-87 m надморске висине), што чини само 10 цм/км. Порјечје, рачунајући дио и у Мађарској, има површину од 910 km².
Карашица је била бујичав водоток, врло разливена правећи силне лапове и узрокујући поплаве па је канализована у периоду 1800—1805. године уз огромна улагања заинтересованих велепосједника (прије свега принца Alberta Szasteseheny-ја). Земљиште уз Карашицу прије одводње, нарочито између Вилања и Дража, било је мочварно, па је било врло тешко пролазно. Само је на неким мјестима био могућ пролаз и то код Вилања, Луча и Брањиног Врха. Данас земљишта тог подручја спадају у ред најбољих тала.
Изградња Канала Карашице за наводњавање довршена је 1957. године. Између Карашице и обронака Банског брда, од Брањине па до Дража, води уски асфалтирани пут. Сјеверно од Шумарине Карашицу премошћује жељезнички, а код Шумарине, Брањиног Врха, Поповца, Брањине и Дража премошћују је цестовни мостови.
У мађарском дијелу Барање Карашица прима бројне потоке и с лијеве и с десне стране (Pécsváradi-патак, Vasas-Belvárdi-vízfolyás), а у хрватском дијелу с десне стране све потоке који се сливају са сјеверних обронака Банског брда, а с лијеве стране секундарне канале Травник, Хатвански канал и Борзу, који долазе из Мађарске. У свом првобитном кретању канал Борза се улијевао у Топољски Дунавац, рукавац Дунава код Топоља. Касније је тај канал „пресложен“ и он се улијева у Карашицу југозападно од Брањине.
Јосип Бесендорфер тврди да су јој „још Бугари надјенули име (Кара су — Црни поток)“. На мађарским картама њен се назив пише „Karasica“, а на неким картама и „Karassó“.
Мала Карашица, назив за хрватски дио канала који се у Мађарској зове Szivó-árok, а који се протеже од хрватско-мађарске границе до споја с Црним каналом испод Банског брда, протичући између Луча и Петловца, Шумарине и Ширина те Шећеране и Белог Манастира.
Карашица је назив и ријеке у Славонији, десног притока Драве.